# Tumba tracia de Shushmanets

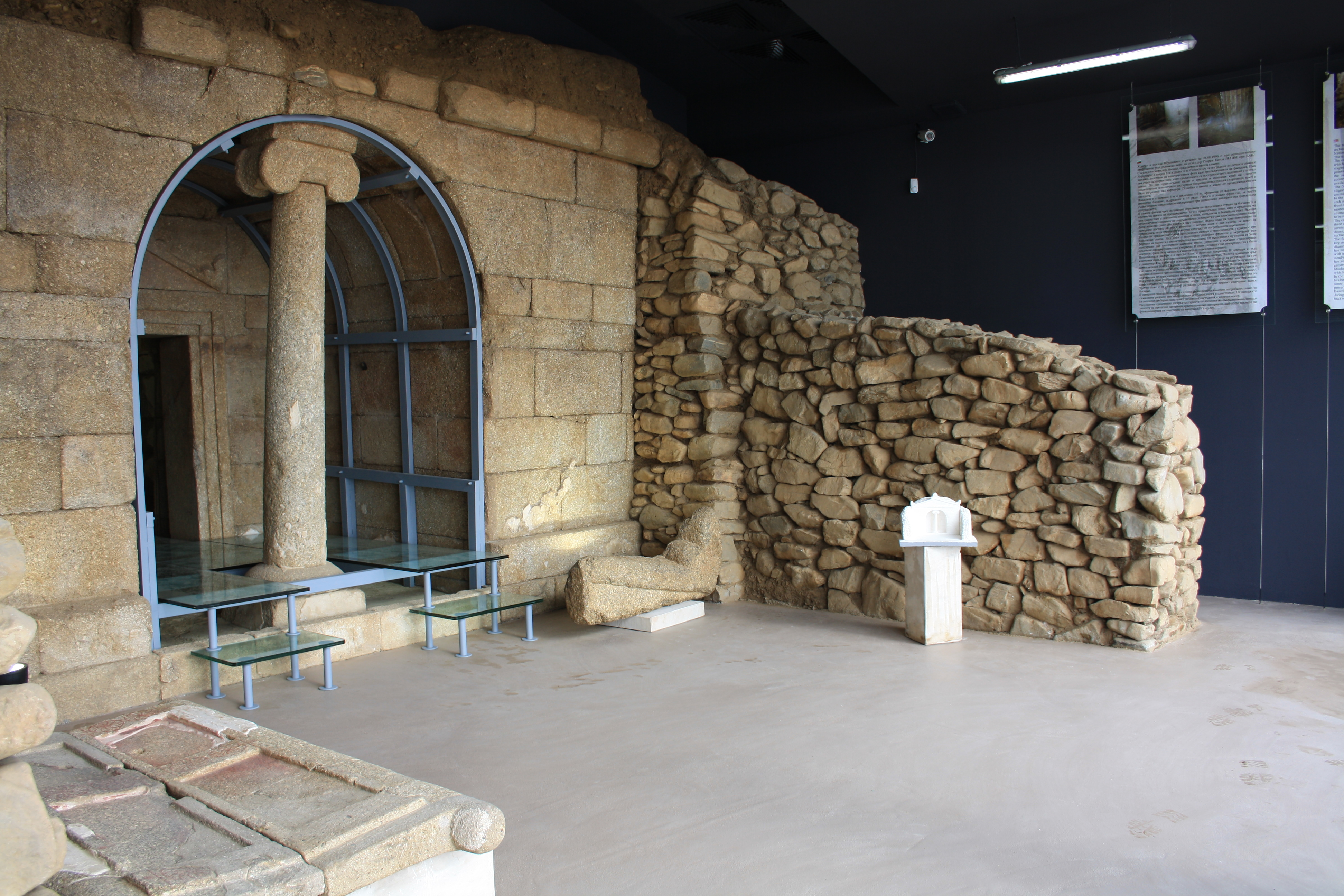
Vista del interior.

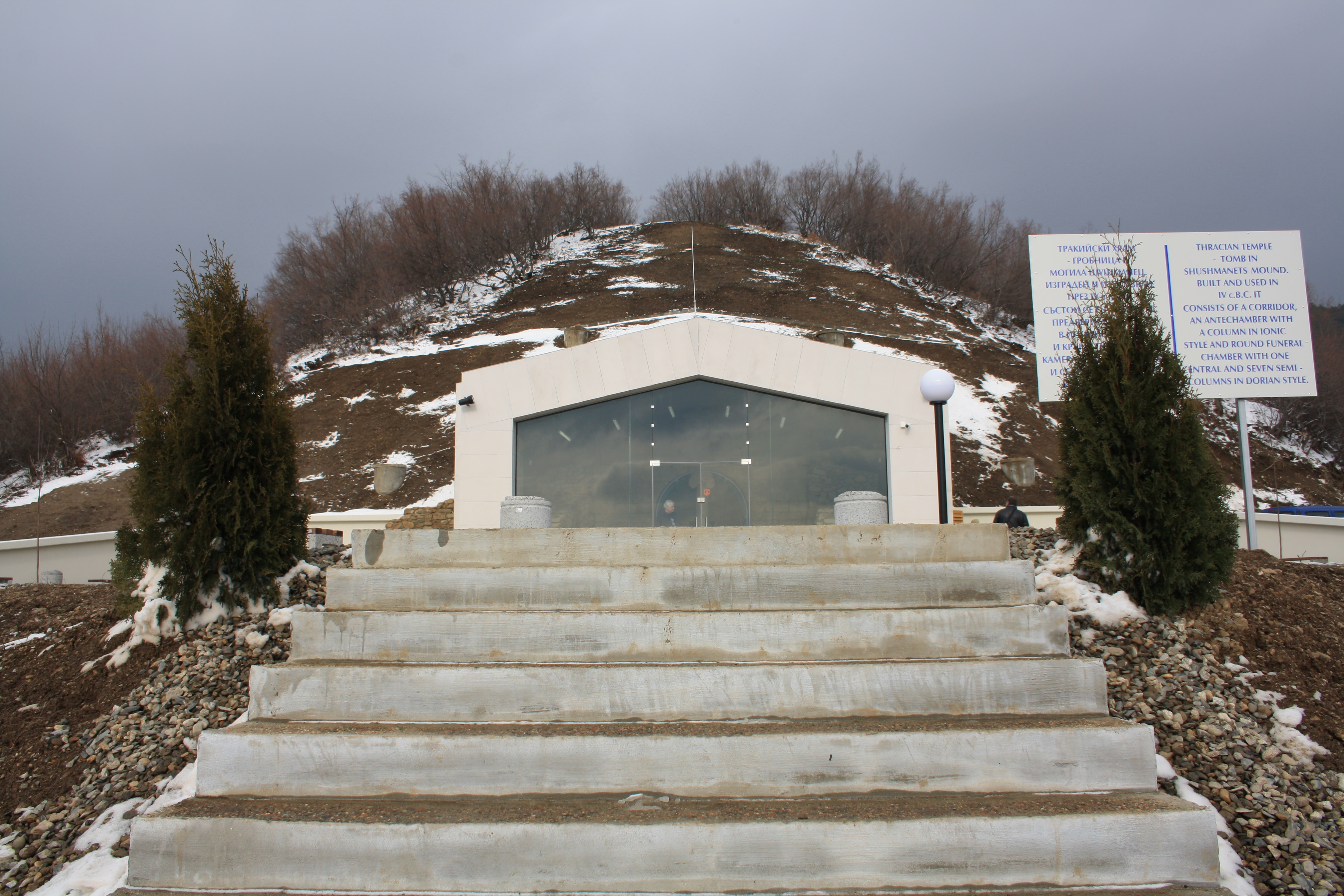
Vista exterior.

El tumba tracia de Shushmanets es la obra maestra de la arquitectura tracia. Ubicada en el Valle de los reyes tracios,  fue construido como un templo en el siglo IV a. C. y más tarde utilizado como tumba.

## Arquitectura
La entrada del templo es un largo y ancho pasillo y una antecámara, una sala semicilíndrica apoyada en una elegante columna. La parte superior de esta columna tiene la forma de un nudillo. Cuatro caballos y dos perros fueron sacrificados en la antecámara. La habitación central alberga una estructura circular y está sustentada por una columna dórica rematada con un gran disco que simboliza el sol. Las columnas de la tumba representan las creencias tracias sobre el universo y el mito de creación. El arqueólogo Georgi Kitov descubrió la tumba en 1996.